# فیصل یکم
فیصل بن حسین بن علی الهاشمی (به عربی: فیصل الأول بن الحسین بن علی الهاشمی؛ ۲۰ مه ۱۸۸۵ – ۸ سپتامبر ۱۹۳۳) ملقب به ملک فیصل اول از ۲۳ اوت ۱۹۲۱ تا زمان مرگش در سال ۱۹۳۳ اولین پادشاه عراق از سلسله هاشمی عراق بود. او یکی از اعضای خاندان هاشمی و یکی از رهبران شورش بزرگ اعراب در طول جنگ جهانی اول بود. او از مارس تا ژوئیه ۱۹۲۰ به عنوان پادشاه پادشاهی عربی سوریه خدمت کرد تا اینکه توسط فرانسوی‌ها اخراج شد.
فیصل، سومین پسر حسین بن علی، امیر اعظم و شریف مکه، در مکه به دنیا آمد و در استانبول بزرگ شد. او از سال ۱۹۱۶ تا ۱۹۱۸، با کمک بریتانیا، نقش مهمی در شورش اعراب علیه امپراتوری عثمانی ایفا کرد. او به تشکیل یک دولت عربی در سوریه مستقر در دمشق کمک کرد و هیئت عربی را در کنفرانس صلح پاریس در سال ۱۹۱۹، رهبری کرد. در سال ۱۹۲۰، کنگره ملی سوریه، فیصل را به عنوان پادشاه اعلام کرد و ادعای فرانسه مبنی بر قیمومیت بر سوریه را رد کرد. در پاسخ، فرانسه چند ماه بعد به سوریه حمله کرد، پادشاهی را از بین برد و فیصل را مجبور به تبعید کرد.
در اوت ۱۹۲۱، به دنبال تصمیم کنفرانس قاهره (۱۹۲۱)، انگلیسی‌ها فیصل را پادشاه پادشاهی جدید عراق اعلام کردند که توسط بریتانیا اداره می‌شد. فیصل در طول سلطنت خود، اتحاد بین سنی و شیعه را تقویت کرد تا وفاداری به پان عربیسم را در سراسر جهان عرب تشویق کند و پان عربیسم را در هدف ایجاد یک کشور عربی که شامل عراق، سوریه و بقیه هلال حاصلخیز باشد، ترویج دهد. در سال ۱۹۳۲ با پایان قیمومیت بریتانیا بر عراق و ورود این کشور به جامعه ملل، او ریاست استقلال عراق را برعهده داشت. فیصل در سال ۱۹۳۳ در برن سوئیس در سن ۴۸ سالگی بر اثر سکته قلبی درگذشت و پسر بزرگش غازی جانشین وی شد.

## اوایل زندگی
فیصل در سال ۱۸۸۵ در مکه، امپراتوری عثمانی (در عربستان کنونی) به دنیا آمد. او سومین پسر حسین بن علی، شریف اعظم مکه بود. فیصل در قسطنطنیه بزرگ شد و رهبری را از پدرش آموخت.

## جنگ جهانی اول و شورش بزرگ اعراب

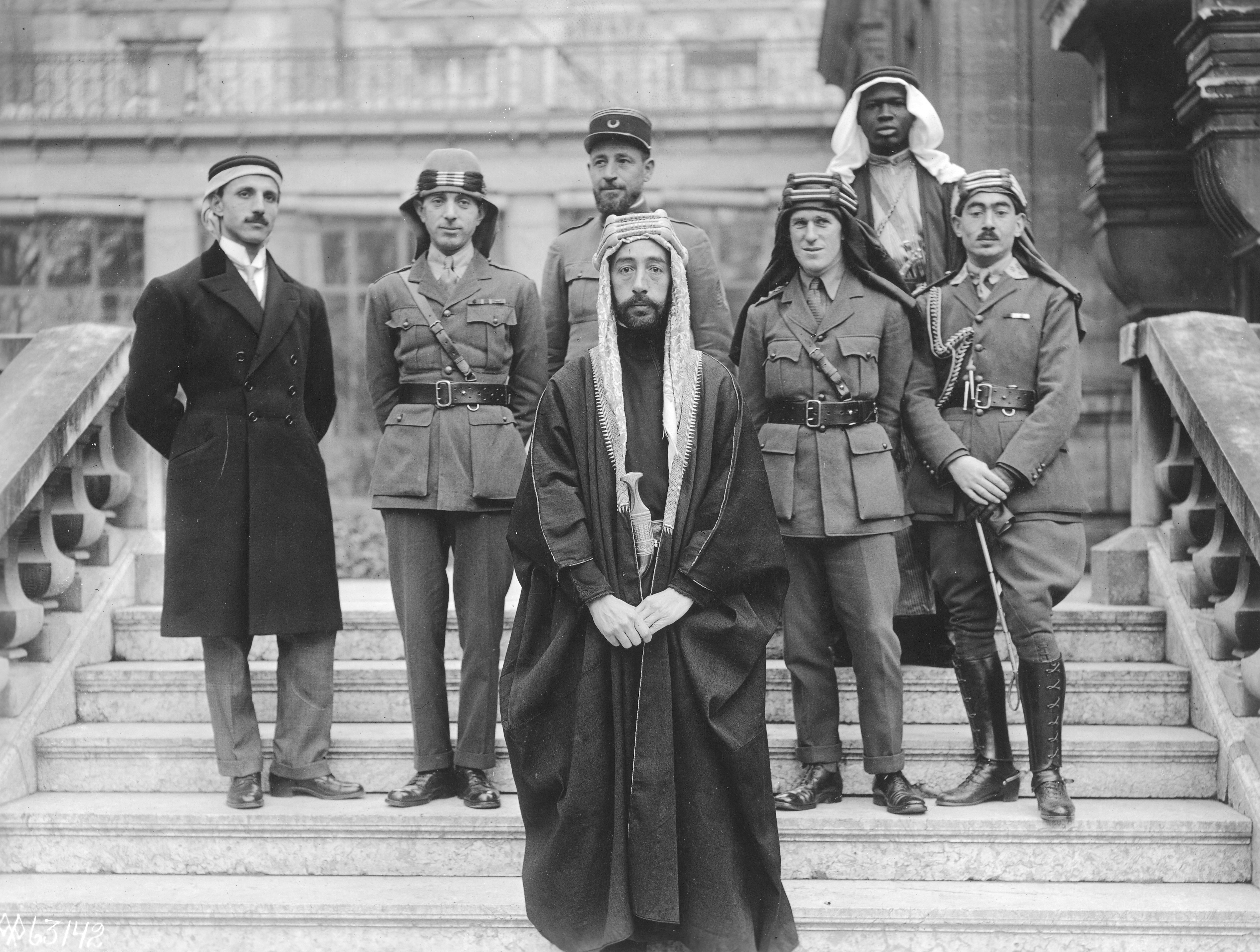
هیئت امیر فیصل در ورسای، در جریان کنفرانس صلح پاریس در سال ۱۹۱۹. از چپ به راست: رستم حیدر، نوری سعید، شاهزاده فیصل (در پله پایین)، کاپیتان پیسانی (پشت سر فیصل)، توماس ادوارد لورنس، بردهٔ فیصل (نام نامعلوم)، کاپیتان تحسین قدری

در ۲۳ اکتبر ۱۹۱۶ در الحمراء، فیصل با کاپیتان تی. ای. لورنس، افسر اطلاعاتی بریتانیا ملاقات کرد. لارنس می‌خواست به ایجاد یک کشور مستقل عربی کمک کند و به رهبری برای نیروهای هاشمی نیاز داشت. در سال‌های ۱۹۱۶–۱۹۱۸، فیصل رهبری ارتش شمالی شورش را بر عهده داشت که با عثمانی‌ها در منطقه‌ای که بعداً به غرب عربستان سعودی، اردن و سوریه تبدیل شد، مقابله می‌کرد. در سال ۱۹۱۷ فیصل که به جای فتح امپراتوری برای پدرش، آرزوی امپراتوری برای خود داشت، سعی کرد با عثمانی‌ها مذاکره کند که بر اساس آن وی به عنوان دست نشاندهٔ عثمانی بر ولایت‌های سوریه و موصل حکومت کند. در دسامبر ۱۹۱۸، فیصل با ژنرال جمال پاشا ارتباط گرفت و اعلام کرد که حاضر است به طرف عثمانی بپیوندد، مشروط بر اینکه ولایتی به او بدهند تا حکومت کند، و گفت که قرارداد سایکس–پیکو او را از متفقین ناامید کرده و او اکنون می‌خواهد با مسلمانان هموطن خود کار کند. سه پاشا نمی‌خواستند هیچ گونه کنترلی بر امپراتوری عثمانی را با فیصل به اشتراک بگذارند، به همین دلیل فیصل به پدرش وفادار ماند. سرانجام فیصل متوجه شد که هدف واقعی عثمانی ایجاد تفرقه در نیروهای هاشمی و تضعیف آنهاست.
لارنس در کتاب هفت رکن حکمت خود سعی کرد رفتار فیصل را مثبت نشان دهد و رفتار فریبکارانه او را کم‌اهمیت جلوه دهد تا تصویر فیصل را به عنوان متحدی وفادار که توسط بریتانیایی‌ها و فرانسوی‌ها به او خیانت شده است، حفظ کند. او استدلال کرد که فیصل قصد دارد بین جناح‌های ملی‌گرا و اسلام‌گرا در حزب اتحاد و ترقی (CUP) تفرقه بیندازد.
پس از آنکه آلمان عملیات میشائیل را در ۲۱ مارس ۱۹۱۸ آغاز کرد و برای مدتی اوضاع را به شکست متفقین سوق داد، فیصل دوباره با جمال پاشا ارتباط گرفت و درخواست صلح کرد، مشروط بر اینکه به او اجازه داده شود به عنوان یک دست نشانده عثمانی بر سوریه حکومت کند. جمال، که از پیروزی مطمئن بود، از بررسی آن خودداری کرد. پس از یک محاصره ۳۰ ماهه، فیصل مدینه را فتح کرد، دفاع سازماندهی شده توسط فخری پاشا را شکست داد و شهر را غارت کرد. فیصل همچنین در طول جنگ جهانی اول با متفقین در فتح منطقه سوریه و تصرف دمشق در اکتبر ۱۹۱۸ همکاری کرد. پس از آن فیصل بخشی از دولت جدید عربی در دمشق شد که پس از تصرف آن شهر در سال ۱۹۱۸ تشکیل شد. نقش امیر فیصل در شورش اعراب توسط لورنس در هفت ستون حکمت توصیف شده است. با این حال، صحت آن کتاب، از جمله اهمیتی که نویسنده به سهم خود در جریان شورش داده است، مورد انتقاد برخی از مورخان از جمله دیوید فرامکین قرار گرفته است.

## پس از جنگ جهانی

### مشارکت در صلح

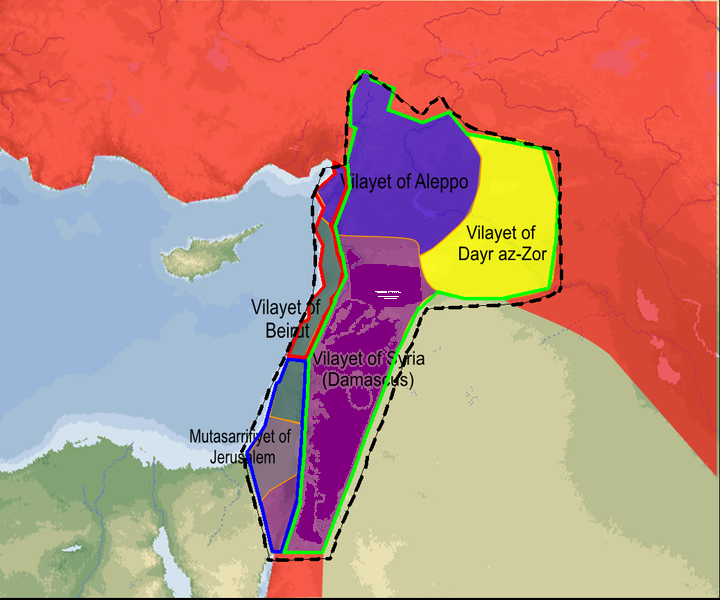
پادشاهی عربی سوریه در ۱۹۱۸

در سال ۱۹۱۹، امیر فیصل، با حمایت گرترود بل، رهبری هیئت عرب در کنفرانس صلح پاریس را بر عهده گرفت و از تشکیل امارات مستقل عربی در مناطقی که زمانی تحت کنترل امپراتوری عثمانی بود، حمایت کرد.

### سوریه بزرگ
نیروهای بریتانیایی و عربی دمشق را در اکتبر ۱۹۱۸ تصرف کردند که پس از آن متارکه مودروس برقرار شد. با پایان حکومت عثمانی در اکتبر، فیصل به تشکیل یک دولت عربی تحت حمایت بریتانیا در سوریه بزرگ تحت کنترل اعراب کمک کرد. در ماه مه ۱۹۱۹، انتخابات کنگره ملی سوریه برگزار شد که ماه بعد تشکیل شد.

### معاهده فیصل–وایزمن

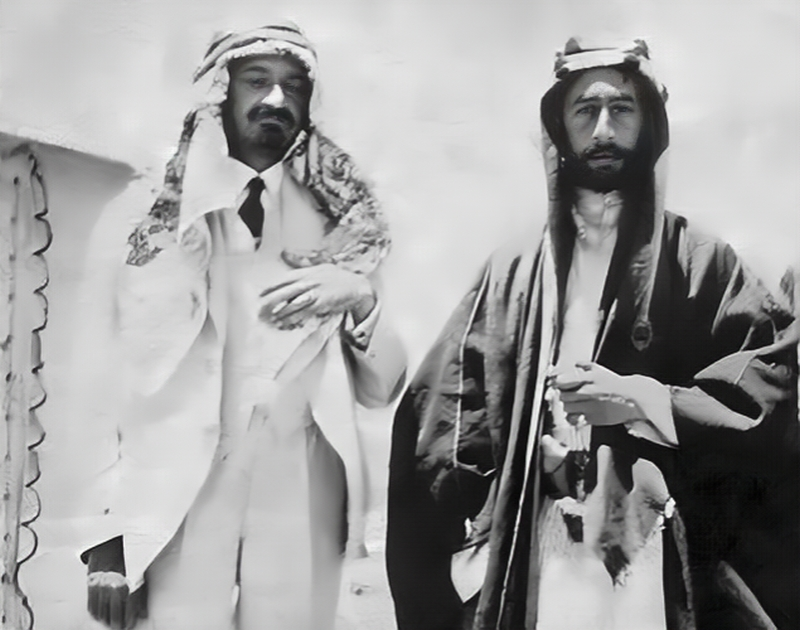
فیصل و حییم وایزمن (در چپ، که به نشانه دوستی لباس عربی به تن کرده) در ۱۹۱۸ در سوریه، زمانی که فیصل هنوز در سوریه اقامت داشت.

در ۴ ژانویه ۱۹۱۹، امیر فیصل و حییم وایزمن، رئیس سازمان جهانی صهیونیسم، قرارداد فیصل-وایزمن برای همکاری اعراب و یهودیان را امضا کردند که در آن فیصل به‌طور مشروط اعلامیه بالفور را پذیرفت. زمانی که کشورهای عربی از قدرت‌های اروپایی خودمختار شدند (که سال‌ها از قرارداد گذشته بود) و این ملت‌های عربی جدید توسط اروپایی‌ها به رسمیت شناخته شدند، وایزمن استدلال کرد از آنجایی که این توافق هنوز حفظ شده، توافق برای یک سرزمین یهودی در فلسطین همچنان پابرجاست.
اما در حقیقت، این مشارکت مورد امید، شانس موفقیتِ کمی داشت و در اواخر سال ۱۹۲۰ منسوخ شده بود. فیصل امیدوار بود که نفوذ صهیونیست‌ها بر سیاست بریتانیا برای جلوگیری از طرح‌های فرانسه در سوریه کافی باشد، اما نفوذ صهیونیست‌ها نمی‌توانست با منافع فرانسه رقابت کند. در همان زمان، فیصل نتوانست همدردی قابل توجهی را در میان حامیان نخبه عرب خود برای ایده وطن یهودی در فلسطین جلب کند، حتی تحت حاکمیت سست اعراب.
پس از تصمیمات اتخاذ شده در کنفرانس سن رمو، در ۱۳ مه ۱۹۲۰ ادموند آلنبی نامه‌ای از فیصل را به کابینه جنگ بریتانیا ارسال کرد که شامل مخالفت وی با پیشنهاد بالفور برای ایجاد سرزمینی برای یهودیان در فلسطین بود.

## پادشاه سوریه

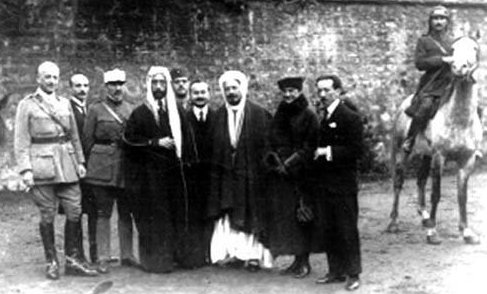
فیصل در سال ۱۹۲۰ در حوران سوریه

در ۷ مارس ۱۹۲۰، فیصل توسط کنگره ملی سوریه به عنوان پادشاه پادشاهی عربی سوریه (پیش‌تر سوریه عثمانی) معرفی شد. در آوریل ۱۹۲۰، کنفرانس سن رمو کنترل سوریه و لبنان را به فرانسه اعطا کرد که نتیجه آن جنگ فرانسه و سوریه بود. فرانسوی‌ها در نبرد میسلون در ۲۴ ژوئیه ۱۹۲۰ پیروز شدند و فیصل از سوریه اخراج شد.

## پادشاه عراق

### رسیدن به پادشاهی عراق

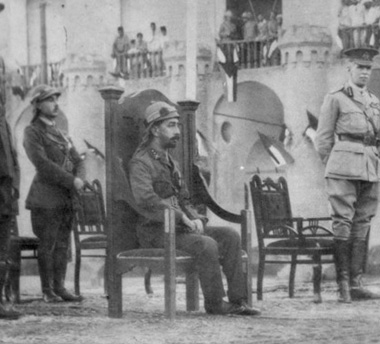
تاج‌گذاری فیصل به عنوان پادشاه عراق. فیصل نشسته است، در سمت راست او کمیسر عالی سر پرسی کاکس و کیناهان کورنوالیس و در سمت چپ او فرمانده کل نیروهای انگلیسی در بین‌النهرین، ایلمر هالدن قرار دارد.

در زمستان ۱۹۲۰، عراقی‌ها در جلسات اجتماعی در قهوه‌خانه‌ها و چادرها گرد هم می‌آمدند تا در مورد اینکه دولت جدید عراق باید چه شکلی از حکومت و رهبری داشته باشد، بحث می‌کردند. دولت بریتانیا که پس از جنگ جهانی اول، قیم و اشغال‌گر عراق بود، نگران ناآرامی در مستعمره خود بود. بریتانیا تصمیم گرفت از مدیریت مستقیم صرف نظر کند و در حالی که کنترل خود بر عراق را حفظ می‌کند، یک پادشاهی برای رهبری عراق ایجاد کند. طرح بریتانیا این بود: یک رهبر بومی به پادشاهی منسوب شود که در میان مردم عراق محبوبیت داشته باشد و در عین حال روابط نزدیک خود با دولت بریتانیا را حفظ کند.
در مارس ۱۹۲۱ و در کنفرانس قاهره، انگلیسی‌ها به این نتیجه رسیدند که فیصل به دلیل نگرش آشتی جویانه اش نسبت به قدرت‌های بزرگ و بر اساس توصیه‌های تی. ای. لورنس (که بیشتر با نام لورنس عربستان شناخته می‌شود) نامزد خوبی برای حکومت بر قیمومت بریتانیا بر عراق است. اما در سال ۱۹۲۱، تعداد کمی از مردم عراق می‌دانستند فیصل کیست یا حتی نام او را شنیده بودند. او با کمک مقامات انگلیسی از جمله گرترود بل، با موفقیت در میان اعراب عراق به مبارزات انتخاباتی پرداخت و حمایت مردمی اقلیت سنی را به دست آورد. با این حال، اکثریت شیعه عراق در ابتدا نسبت به فیصل سرد بودند و حمایتش نمی‌کردند، به طوری که حضور وی در بندر بصره با بی‌تفاوتی مردم مواجه شد. از ۲۳ آوریل تا ۸ مه ۱۹۲۱، عراقی‌ها از جمله مهم‌ترین آنها نوری سعید پاشا تلگراف‌هایی را برای فیصل ارسال می‌کردند و او را به عنوان پادشاه احتمالی خود به عراق دعوت می‌کردند. بین ماه مه و ژوئن، فیصل نمایندگانی را برای تأیید انتخاب خود فرستاد.
در ۱۳ ژوئن ۱۹۲۱، فیصل به همراه چند تن از اشراف عراقی و سر کیناهان کورنوالیس، با کشتی آر.آی.ام. اس نورث بروک جده را به مقصد عراق ترک کرد و در ۲۳ ژوئن، برای اولین بار در بندر اصلی عراق یعنی بصره فرود آمد. ورود فیصل با واکنش‌های متفاوتی روبرو شد. در حالی که اکثر عراقی‌ها در تعداد و گروه‌های زیادی از او استقبال کردند، برخی از مردم به ویژه علمای نجف و همچنین عشایر جنوب عراق، از جمله سماوه، حس ناامیدی یا دشمنی با فیصل داشتند که وی را شوکه کرد. با وجود این، شهردار وقت بغداد تلگرافی برای دیدار و پذیرایی از فیصل فرستاد. مردم حله نیز از او استقبال کردند. هنگامی که فیصل در ۲۶ ژوئن وارد بغداد شد، مورد استقبال گسترده بغدادی‌ها قرار گرفت. فردای آن روز، در سفر او به کاظمین، او از حرم امام کاظم زیارت کرد و مورد استقبال مردم قرار گرفت.
فیصل در کنار کاندیداهای دیگری مانند سید محمد صدر و علی جودت ایوبی نامزد پادشاهی عراق شد. پس از یک همه‌پرسی و کسب ۹۶ درصد آرا، فیصل موافقت کرد که پادشاه شود. در ۲۳ اوت ۱۹۲۱ به عنوان پادشاه عراق منصوب شد. عراق موجودیت جدیدی بود که از ولایات موصل، بغداد و بصره عثمانی سابق ایجاد شد. ولایات عثمانی معمولاً به نام پایتخت خود نامگذاری می‌شدند و به این ترتیب ولایت بصره در جنوب عراق بود. با توجه به این پیشینه، زمانی که فیصل تاج و تخت خود را به دست گرفت، هیچ حس ملی‌گرایی یا حتی هویت ملی عراقی وجود نداشت. از آنجا که عراق هنوز سرود ملی نداشت و تا سال ۱۹۳۲ اقدام به تنظیم سرود ملی نکرد، در این مدت سرود خدا پادشاه را حفظ کند به عنوان سرود خوانده می‌شد.

### سلطنت

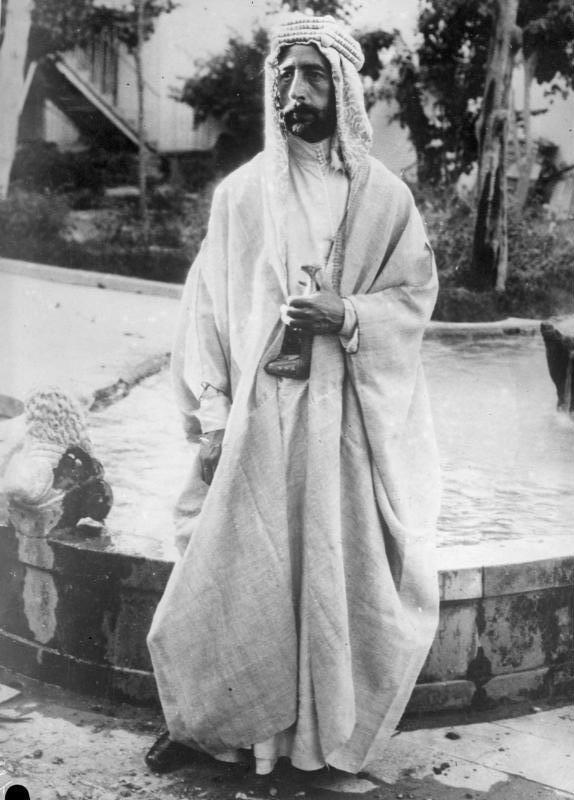
ملک فیصل در سال ۱۹۳۲ در عراق

فیصل در طول سلطنت خود به عنوان پادشاه، ایدئولوژی پان عربیسم را تشویق می‌کرد که قیمومت فرانسه بر سوریه و لبنان و قیمومت بریتانیا بر فلسطین را تحت تأثیر قرار می‌داد. فیصل به خوبی می‌دانست پایگاه قدرت او در میان اعراب سنی عراق است که اقلیت قابل توجهی را تشکیل می‌دهند. در مقابل، اگر سوریه، لبنان و فلسطین در قلمرو او گنجانده می‌شدند، اعراب سنی اکثریت رعایای او را تشکیل می‌دادند و مسلمانان شیعه عرب و کردهای عراق را به اقلیت تبدیل می‌کردند. علاوه بر این، شیعیان عرب عراق در آن زمان به‌طور سنتی به ایران به عنوان رهبر نگاه می‌کردند و پان عربیسم ممکن بود سنی‌ها و شیعیان عرب را حول حس مشترک هویت عرب متحد کند. در عراق، اکثر اعراب، شیعه بودند که به دعوت شریف حسین برای پیوستن به شورش بزرگ اعراب پاسخی نداده بودند، زیرا شریف یک مسلمان سنی اهل حجاز به حساب می‌آمد و بنابراین، همین او را یک بیگانه مضاعف ساخت. شیعیان عراق به جای اینکه خشم عثمانی‌ها را به خاطر کمک به شریف حسین برانگیزند، شورش بزرگ اعراب را نادیده گرفتند.

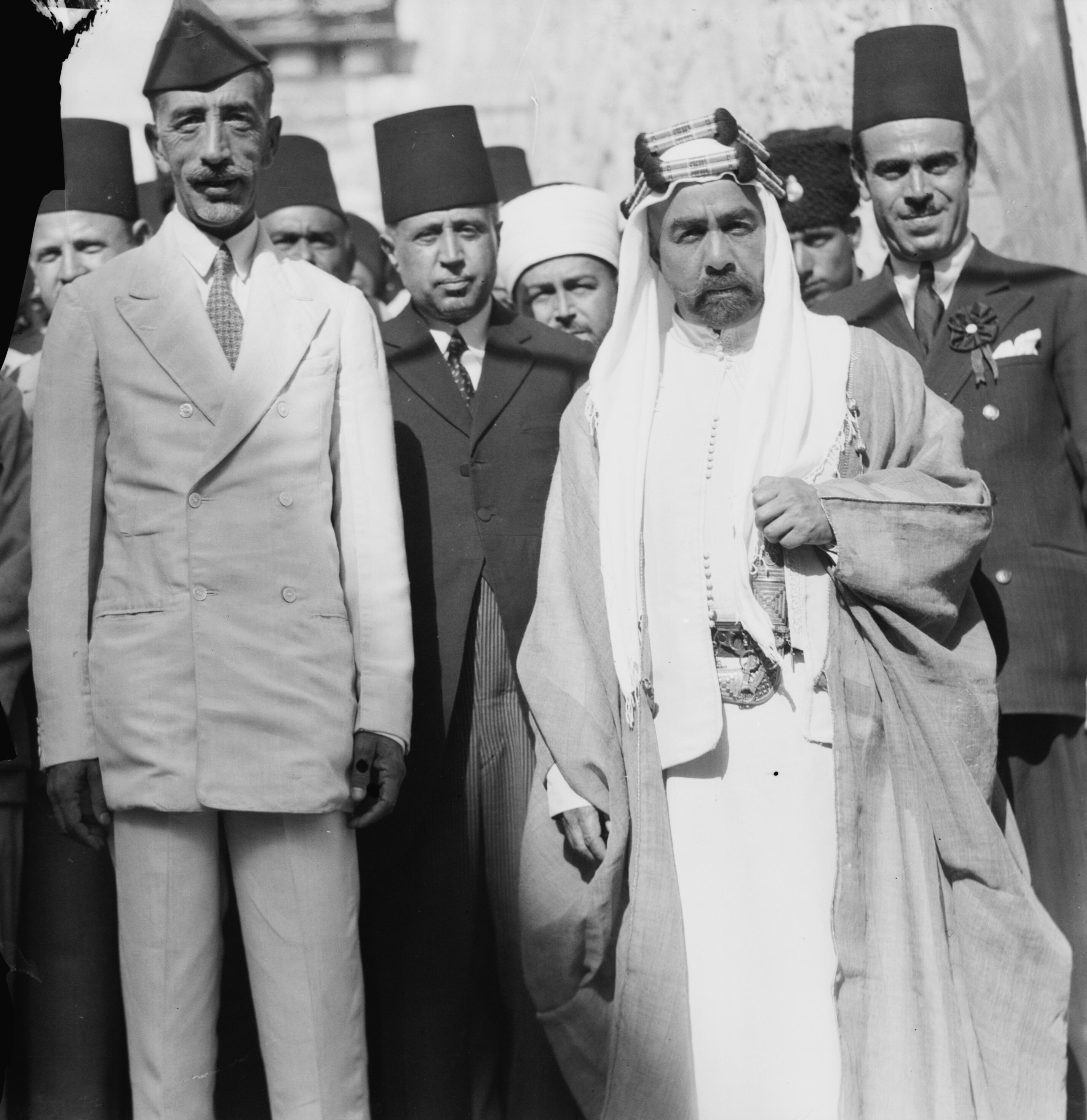
فیصل و برادرش عبدالله در آخرین بازدید او از بیت‌المقدس، سال ۱۹۳۳

فیصل خود را دوست جوامع شیعه، کرد و یهودی در قلمرو خود معرفی می‌کرد و در سال ۱۹۲۸ از سیاست برخی از وزرای خود مبنی بر اخراج همه یهودیان عراقی از خدمات دولتی انتقاد کرد، اما سیاست او مبنی بر ترویج پان عربیسم برای پیشبرد جاه طلبی‌های شخصی و خاندانی‌اش، ثابت کرد که او یک نیروی مخرب در عراق است، زیرا با این سیاست موجب شکاف بین جوامع عرب و کرد شد. سیاست فیصل در برابر وطنیه («وطن‌پرستی» یا در این مورد عراقی بودن) با عرب بودن، کردها را که می‌ترسیدند جایی در عراق تحت سلطه اعراب (یعنی کشوری که عراقی بودن در آن برابر عرب بودن باشد) نداشته باشند، به حاشیه راند.
فیصل همچنین مسیرهای ماشینی را از بغداد به دمشق و به امان توسعه داد. این منجر به توجه و علاقه زیاد او به میدان نفتی موصل و طرح وی برای ساخت خط لوله نفت به بنادر مدیترانه شد که از نظر اقتصادی به عراق کمک می‌کرد. این امر همچنین به افزایش تمایل عراق برای نفوذ بیشتر در اعراب شرقی منجر شد. فیصل در طول سلطنت خود تلاش زیادی کرد تا ارتش عراق را به یک نیروی قدرتمند تبدیل کند. او برای رسیدن به این هدف تلاش کرد تا خدمت وظیفه عمومی را اجباری کند، اما شکست خورد. برخی این را بخشی از برنامه او برای پیشبرد برنامه پان عرب خود می‌دانند.
در جریان شورش بزرگ سوریه علیه قیمومت فرانسه بر سوریه، فیصل از شورشیان حمایت نکرد. این اقدام به ویژه به دلیل فشار بریتانیا، تا حدی به دلیل محتاژ بودن او و عمدتاً به این دلیل بود که باور داشت فرانسوی‌ها علاقه‌مند به منصوب کردن یک هاشمی برای اداره سوریه هستند. در سال ۱۹۲۵، پس از قیام دروزی‌های سوریه، دولت فرانسه مشورت با فیصل در مورد مسائل سوریه را آغاز کرد. او به فرانسوی‌ها توصیه کرد که قدرت هاشمی را در دمشق بازگردانند. فرانسوی‌ها با فیصل مشورت کردند زیرا از موفقیت او به عنوان یک رهبر تحمیلی در عراق الهام گرفته بودند. همان‌طور که معلوم بود، فرانسوی‌ها فیصل را بازی می‌دادند، زیرا می‌خواستند به او این توهم دست بدهد که ممکن است به عنوان پادشاه سوریه بازگردانده شود تا او را از حمایت شورشیان سوری منصرف کنند، و هنگامی که شورش سوریه را سرکوب کردند، علاقه خود به داشتن حکومت هاشمی در سوریه را از دست دادند.
فیصل پیمان ۱۹۳۰ انگلیس و عراق را مانعی بر سر راه دیدگاه‌های پان عرب خود می‌دانست، اگرچه این پیمان تا حدی استقلال سیاسی عراق را فراهم کرد. او می‌خواست مطمئن شود که این معاهده دارای تاریخ پایانی است، زیرا این معاهده سوریه و عراق را که اولی تحت کنترل فرانسه و دومی تحت کنترل بریتانیا بود، بیشتر تجزیه و تقسیم می‌کرد. این امر مانع از اتحاد بین دو منطقه عربی بزرگ شد که در برنامه پان عرب فیصل اهمیت داشتند. از قضا، ملی گرایان عرب در عراق دیدگاه مثبتی درمورد این معاهده داشتند، زیرا آنها آن را پیشرفتی می‌دانستند که بهتر از وضعیت اعراب در سوریه و فلسطین به نظر می‌رسید. طرح‌های فیصل برای ایجاد یک کشور بزرگ‌تر عراقی-سوری تحت رهبری او، مخالفت زیادی را از سوی ترکیه، که ترجیح داد با دو همسایه ضعیف به جای یک همسایه قوی برخورد کند، و نیز از سوی ملک فؤاد، پادشاه مصر و ابن سعود، که هر دو خود را رهبران برحق جهان عرب می‌دانستند، برانگیخت. هنگامی که نوری سعید در ماه مه ۱۹۳۱ از یمن بازدید کرد تا از امام یحیی حمیدالدین بپرسد آیا او علاقه‌مند پیوستن به «ائتلاف عربی» تحت رهبری فیصل هست؟، یحیی با نگاهی گیج پاسخ داد که هدف از «ائتلاف عربی» چیست و لطفاً معنای عبارت «عالم عرب» را که با آن ناآشنا بود، توضیح دهد.

## روابط عمومی با عراقی‌ها

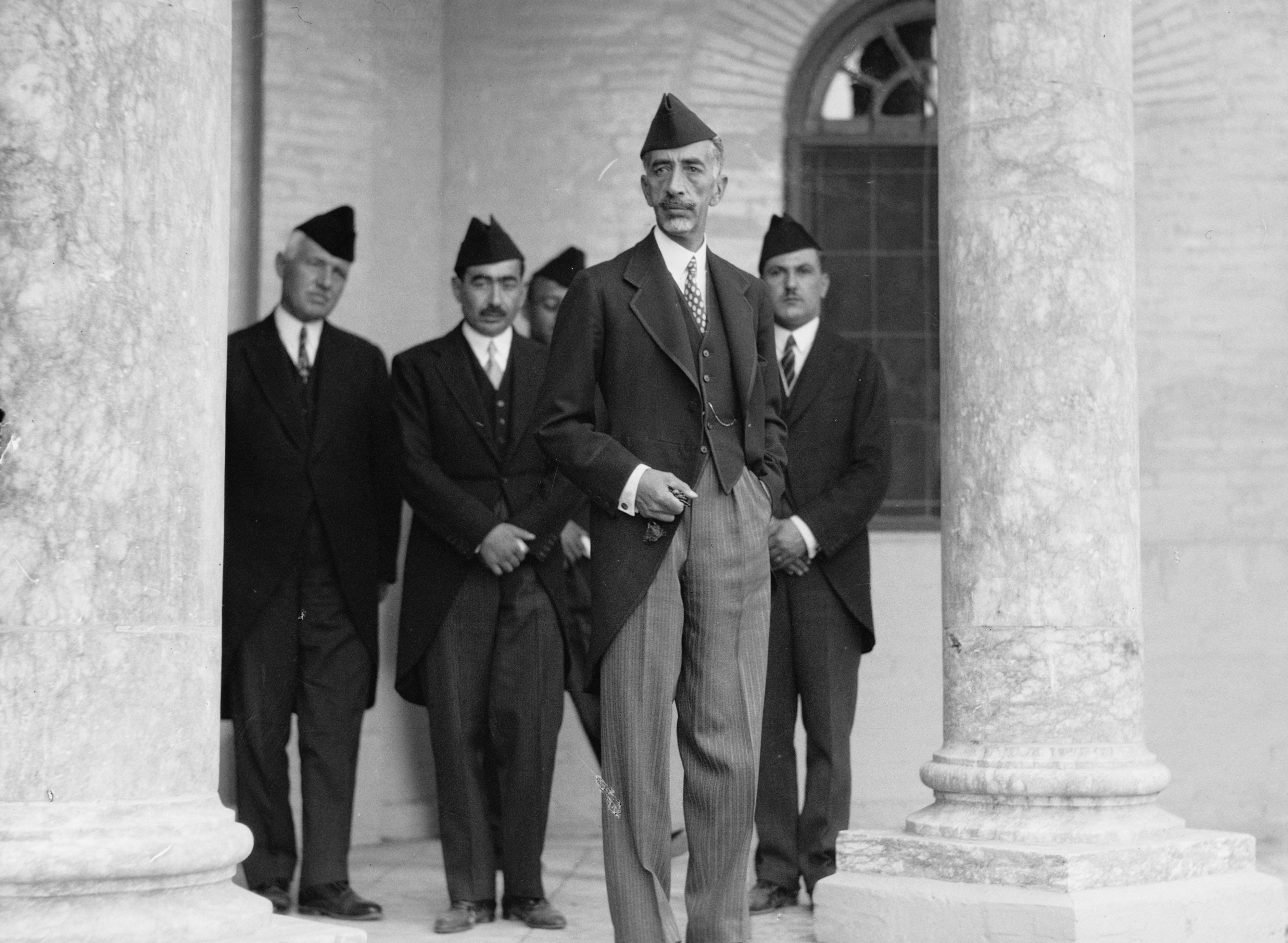
فیصل در سال ۱۹۳۲ در حالی که سداره به سر کرده است.

وقتی فیصل برای اولین بار به عراق آمد، با زندگی فرهنگی و اجتماعی بیگانه بود. به همین دلیل، در طول سلطنت خود، تمام تلاش خود را کرد تا خود را در شناخت مسائل مختلف کشور جدید خود غرق کند. چند هفته پس از ورود وی به عراق، او توسط محمود شکری آلوسی مورد استقبال قرار گرفت و با چند تن از تحصیلکرده‌های عراقی دیدار کرد تا از دیدگاه‌ها و شرایط آنها مطلع شود. همچنین فیصل حامی چندین باشگاه از جمله باشگاه ارشاد از دهه ۱۹۲۰ در بغداد شد. فیصل سنت میزبانی از نویسندگان و شاعران را آغاز کرد. از جمله این شاعران، معروف الرصافی بود که اشعاری در مدح فیصل سروده است. شاعر دیگری که فیصل از او پذیرایی کرد و بخشی از دربار سلطنتی او شد، محمود مهدی الجواهری بود که پس از آن که ساطع الحصری، ملی‌گرای عرب، او را به ایرانی بودن متهم کرد، به عضویت آن درآمد.
گروه دیگری که فیصل بسیار از آنها حمایت می‌کرد، معلمان بودند، زیرا فیصل آنها را شخصیت‌های مهمی برای تشویق و پرورش اشخاص جامعه می‌دید. او با همراهی رستم حیدر به‌طور منظم از مدارس بغداد حتی مدارس مسیحی و یهودی بازدید می‌کرد و شرایط آنها را به عنوان بخشی از دستور کار خود بررسی می‌کرد. او با معلمان متعددی، اعم از زن و مرد، ملاقات کرد تا آنها را به کار تشویق کند، زیرا او کار معلمان را مهم‌تر از کار پادشاه یا وزیر می‌دانست.

## ارجاعات
1. ↑  «Index Fa-Fl». rulers.org. دریافت‌شده در ۲۰۲۴-۱۰-۰۹.
2. ↑  "Faisal I | King, Iraq, & Biography | Britannica". www.britannica.com (به انگلیسی). 2024-09-04. Retrieved 2024-10-09.
3. ↑  «Index Fa-Fl». rulers.org. دریافت‌شده در ۲۰۲۴-۱۰-۰۹.
4. ↑  "Faisal I | King, Iraq, & Biography | Britannica". www.britannica.com (به انگلیسی). 2024-09-04. Retrieved 2024-10-09.
5. ↑  «Index Fa-Fl». rulers.org. دریافت‌شده در ۲۰۲۴-۱۰-۰۹.
6. ↑  Allawi 2014.
7. ↑  "Faisal I | King, Iraq, & Biography | Britannica". www.britannica.com (به انگلیسی). 2024-09-04. Retrieved 2024-10-09.
8. ↑  Hahn, Peter (2007). Historical dictionary of United States-Middle East relations (به انگلیسی). Scarecrow Press, Lanham. p. 56. ISBN 978-0-8108-6456-6.
9. 1 2  "Faisal I | King, Iraq, & Biography | Britannica". www.britannica.com (به انگلیسی). 2024-09-04. Retrieved 2024-10-12.
10. ↑  Lawrence 1997, p. 76.
11. ↑  Faisal of Arabia, The Jerusalem Post
12. 1 2  Karsh, Efraim Islamic Imperialism A History, New Haven: Yale University Press, 2006 pages 137–138
13. ↑  Karsh & Karsh 2022, p. 195.
14. 1 2 3  Karsh & Karsh 2022, p. 196.
15. ↑  Karsh & Karsh 2022, p. 197.
16. ↑  Caplan, Neil (1983). "Faisal Ibn Husain and the Zionists: A Re-examination with Documents". The International History Review. 5 (4): 561–614. ISSN 0707-5332. JSTOR 40105338.
17. ↑  United Nations (8 July 1947). "Official records of the Second Session of the General Assembly". Archived from the original on 7 May 2015. Retrieved 20 October 2018.
18. ↑  Official records of the Second Session of the General Assembly (A/364/Add.2 PV.21), United Nations, 8 July 1947 بایگانی‌شده  در ۷ مه ۲۰۱۵ توسط Wayback Machine
19. ↑  Reagan, Bernard (1 January 2016). The Implementation of the Balfour Declaration and the British Mandate in Palestine: problems of conquest and colonisation at the nadir of British Imperialism (1917-1936) (PDF). University of Surrey, School of Arts and Humanities. p. 178. OCLC 1004745577. Retrieved 17 May 2021. (PhD thesis)
20. ↑  Hardi, Mahdi Abdul (2017). Documents on Palestine. Vol. I. Jerusalem: PASSIA. p. 78.
21. ↑  Justin Marozzi: the High Commissioner,Baghdad - City of Peace, City of Blood, (2014).
22. 1 2  Ireland 1936, p. 303.
23. 1 2  Allawi 2014, pp. 339–340.
24. ↑  "Letters from Baghdad" documentary (2016) Directors: Sabine Krayenbühl, Zeva Oelbaum.
25. ↑  Ireland 1936, p. 318.
26. 1 2  Ireland 1936, p. 326.
27. ↑  Ireland 1936, pp. 327–328.
28. ↑  Rezonville (17 February 1931). "VI. King Faisal I - First Issue, 1927 & 1932 - rezonville.com". Rezonville.com. Archived from the original on 26 September 2018. Retrieved 26 September 2018.
29. 1 2  Masalha 1991, p. 679.
30. ↑  Masalha 1991, pp. 679–680.
31. 1 2  Masalha 1991, pp. 690–691.
32. ↑  Masalha 1991, p. 681.
33. ↑  Masalha 1991, p. 682.
34. ↑  Masalha 1991, p. 684.
35. ↑  Masalha 1991, pp. 689–690.
36. 1 2  Allawi 2014, p. 499.
37. ↑  Allawi 2014, p. 370.
38. ↑  Allawi 2014, p. 493.
39. ↑  Allawi 2014, p. 494.